# 交響曲第6番 (パーシケッティ)
ヴィンセント・パーシケッティの交響曲第6番（Symphony for Band）作品69は、吹奏楽のための交響曲の代表的な作品。アマチュアの吹奏楽団によってもしばしば演奏される。アメリカ、ミズーリ州のセントルイス・ワシントン大学吹奏楽団の委嘱により1956年に作曲され、同年に初演された。

## 楽器編成
ピッコロ、フルート2、オーボエ2、E♭クラリネット、B♭クラリネット3部、アルト・クラリネット、バス・クラリネット、ファゴット2、アルト・サクソフォーン2、テナー・サクソフォーン、バリトン・サクソフォーン、コルネット3、トランペット2、ホルン4、ユーフォニアム、トロンボーン3、チューバ、打楽器奏者3（ティンパニを含む）
打楽器には、動機の提示や展開を含む重要な役割が与えられている。

## 楽曲構成
標準的な4楽章構成であるが、演奏時間は約15分と短い。
- 第1楽章 アダージョ 4分の4拍子 - アレグロ 4分の2拍子
序奏を伴うソナタ形式で、序奏の動機は主部でも用いられる。
- 第2楽章 アダージョ・ソステヌート 2分の3拍子
三部形式。パーシケッティ自身が作曲した聖歌 "Round Me Falls the Night" に基づいている。
- 第3楽章 アレグレット 8分の6拍子
三部形式（A-B-A-B-A）。冒頭の楽想に、4分の2拍子の軽快な楽想が対比される。
- 第4楽章 ヴィヴァーチェ 4分の4拍子
自由なロンド形式で、先行する楽章の動機が登場する。全曲を締めくくる和音は12の半音すべてが用いられる。